# Omega-3 masne kiseline
Omega-3 masne kiseline su posebna skupina unutar nezasićenih masnih kiselina. Pripadaju esencijalnim nutrijentima i kao takve su neophodne za život. Nazivamo ih esencijalnim jer ih tijelo ne može samo proizvesti. 
Naziv dolazi od stare nomenklature masnih kiselina. Prije nego što su bili identificirani kao takvi skupno ih se je nazivalo "Vitamin F".
Imaju pozitivni učinak na ljudsko zdravlje. Smanjuju razinu triglicerida u krvi. Smanjuju krvni tlak. Sprječavaju nastanak krvnih ugrušaka. Poboljšavaju cirkulaciju krvi. Za razliku od omega-6 masnih kiselina, one djeluju protuupalno.

## Namirnice bogate omega-3 masnim kiselinama
- ulje od chije  (Salvia hispanica) - do oko 64%
- ulje od perille (Perilla frutescens'') - oko 60%
- laneno ulje (Linum usitatissimum) - od 55 do 57%
- ulje od sjemenke konoplje - oko 17% (gama-linolenska kiselina (omega-6), oko 4%)
- orahovo ulje - oko 13%
- ulje od uljene repice - oko 9%
- sojino ulje - oko 8%
- losos, kuhani - 1,8%
- Inćun - konzervirani u ulju, zasoljeni - 1,7%
- srdela - konzervirana u umaku od rajčice, s kostima - 1,4%
- skuša - kuhana - 1%